# Ravi Zacharias

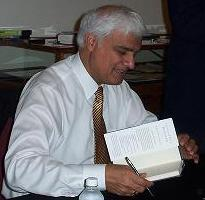
Ravi Zacharias 2004

Frederick Antony Ravi Kumar Zacharias (* 26. März 1946 in Madras, Indien; † 19. Mai 2020 in Atlanta, USA) war ein evangelikaler kanadisch-US-amerikanischer Apologet, Autor und Gründer von Ravi Zacharias International Ministries (RZIM), einer Missionsgesellschaft mit weltweiten Niederlassungen.

## Leben
Zacharias’ Eltern konvertierten aufgrund eines Basler Missionars zum Christentum. Zacharias wuchs somit in einem christlichen Umfeld auf, gab aber auch an, Beziehungen zu Muslimen zu haben. Sein Kontakt zur Organisation Jugend für Christus führte zu seiner Entscheidung, sich dem christlichen Glauben zuzuwenden. Ende der 1960er Jahre zog seine Familie nach Ontario in Kanada, wo Zacharias am Ontario Bible College studierte. Er wurde danach Prediger bei der Christian and Missionary Alliance im Süden Ontarios. Sein theologisches Studium mit Master-Abschluss absolvierte er bei Norman Geisler und John Warwick Montgomery an der Trinity Evangelical Divinity School. Zacharias wurde in der Christian and Missionary Alliance als Pastor ordiniert und arbeitete ab 1980 als Assistenzprofessor für Evangelisation und zeitgenössisches Denken am Alliance Theological Seminary in Nyack bei New York City.
Bei einer Evangelistenkonferenz 1983 in Amsterdam beschloss Zacharias, einen apologetischen Dienst für Intellektuelle und Verantwortungsträger aufzubauen. Mit maßgeblicher Unterstützung des Geschäftsmanns David Dale Davis gründete er 1984 die Ravi Zacharias International Ministries (RZIM). Die Organisation etablierte weltweit 16 Büros mit insgesamt 200 Mitarbeitern, darunter 80 Redner. Zacharias beschäftigte sich mit Vergleichender Religionswissenschaft, Sekten und Philosophie, bereiste etwa 50 Länder und hielt Vorträge an verschiedenen Universitäten. Zudem sprach er wöchentlich in der Radiosendung „Let My People Think“, die in etwa 30 Ländern zu hören war.

## Privates
Zacharias lebte in Atlanta (USA), war seit 1972 mit Margaret Reynolds verheiratet und hatte drei Kinder. Seine Frau und die drei Kinder arbeiteten bis Anfang 2021 auch in leitenden Stellen im RZIM. Im März 2020 wurde bekannt, dass Ravi Zacharias an einem aggressiven Knochenkrebs litt, woran er nur zwei Monate später starb.

## Kritik und sexueller Missbrauch
Zacharias wurden mehrere Ehrendoktorate verliehen, aber er hatte keinen regulären Doktorgrad erworben. Im deutschen wie auch im englischen Sprachraum wird beides klar unterschieden und entsprechend bezeichnet. Trotzdem wurde Ravi oft einfach als „Dr. Ravi Zacharias“ bezeichnet, wodurch ein irreführender Eindruck entstand. Weiter gab er an, „Gastprofessor an der Universität Cambridge“ (engl. „visiting scholar at Cambridge University“) oder „Professor in Oxford“ (engl. „professor at Oxford“) gewesen zu sein, was er jedoch nicht war.
2017 wurden erstmals einige elektronische Nachrichten zwischen Ravi Zacharias und einer verheirateten Kanadierin namens Lori Anne Thompson geleakt. Diese Nachrichten deuteten auf geistlichen Machtmissbrauch, Sexting und gewünschten Austausch von Nacktbildern hin. Thompson beendete das Verhältnis, das als Seelsorge begonnen hatte, und kündigte in einer der Mails an, ihrem Mann von der Online-Affäre zu erzählen, worauf Zacharias ihr mit Suizid drohte. Zacharias reichte in weiterer Folge eine RICO-Klage ein, in der er das Paar der Erpressung beschuldigte. Der Fall wurde einige Monate später außergerichtlich beigelegt, bedingte jedoch einen Geheimhaltungsvertrag (engl. Non-Disclosure Agreement), die es den Thompsons nicht erlaubte, über die Vorwürfe zu sprechen.
Im August 2020, drei Monate nach seinem Tod, erhoben drei weitere Mitarbeiterinnen Vorwürfe gegen ihn wegen sexueller Übergriffe. Der Vorstand des internationalen Instituts Ravi Zacharias ließ diese Vorkommnisse erst nach einem entlarvenden Artikel in Christianity Today am 29. September 2020 von einem unabhängigen Expertenteam untersuchen, wodurch die sexuellen Übergriffe bestätigt wurden.

## Reaktionen auf den Missbrauchsskandal
Der Verlag HarperCollins kündigte nach Bekanntwerden des sexuellen Fehlverhaltens von Zacharias im September 2020 an, alle seine Publikationen unverzüglich aus dem Druck zu nehmen und den Versand sowie laufende Projekte einzustellen. Ende 2020 setzte auch der christliche Radiosender Moody Radio die wöchentliche Sendung „Let My People Think“ und die tägliche Sendung „Just Thinking“ der Organisation RZIM ab. Andere Sender taten dasselbe.
Anfang 2021 veröffentlichte der Vorstand die Untersuchungen und bedauerte, die Vorwürfe gegen Zacharias nicht früher genügend ernst genommen zu haben. Zudem würden Kontrollmechanismen, Organisationsstrukturen und Namensgebung des Zacharias-Instituts überprüft und angepasst. Die Leiterin Sarah Davis, eine Tochter von Zacharias, kündigte im März 2021 eine drastische Neuausrichtung der Organisation an: Die internationalen apologetischen Vorträge würden aufgegeben, 60 Prozent der Mitarbeiter entlassen und keine Spenden mehr gesammelt. Man werde nur noch die Bereiche Evangeliumsverkündigung, Prävention gegen sexuellen Missbrauch und Hilfe für Opfer von sexuellem Missbrauch weiterführen. Carson Weitnauer, ein ehemaliger Mitarbeiter des RZIM, nennt Zacharias „den größten Betrüger (seiner Generation)“, einen „Triebtäter“ sowie einen „einzigartigen charismatischen Manipulator“.
Die deutschsprachige Tochterorganisation des RZIM kündigte an, ihren Namen zu ändern, und führt ihre Arbeit nun unter dem Namen „Pontes Institut für Wissenschaft, Kultur und Glaube e. V.“ weiter.
Am 28. Juli 2021 veröffentlichten der Leiter des RZIM, Vince Vitale, und seine Frau Jo einen Offenen Brief, in dem sie ihren Rücktritt von der Organisation bekanntgaben.
Mehrere langjährige Spender von Ravi Zacharias International Ministries, unter anderem ein NFL-Spieler, verklagten Anfang August 2021 die Organisation wegen Veruntreuung ihrer Spendengelder und Deckung ihres Gründers, obwohl sein missbräuchliches Verhalten bereits seit 2017 bekannt war.

In der Klage heißt es (übersetzt mit DeepL.com): 
Die Handlungen von RZIM und das Versäumnis, angemessen auf Berichte über Zacharias’ sexuelles Fehlverhalten zu reagieren, förderten die öffentliche Täuschung, dass Zacharias ein gläubiger, moralischer und aufrechter christlicher Leiter sei. Die Handlungen und Unterlassungen von RZIM ermöglichten es Zacharias weiterhin, Frauen unter dem Deckmantel des christlichen Dienstes sexuell zu missbrauchen, und erlaubten Zacharias’ fortgesetzte, trügerische Bemühungen um Spenden für RZIM. 

## Sonstiges
- An rund 250 Tagen im Jahr befand sich Zacharias auf Reisen und besuchte in diesem Zeitraum etwa 15 bis 17 Länder.[27]
- Zacharias gehörte keiner bestimmten Konfession an. Seine Organisation RZIM ist jedoch eingetragenes Mitglied bei der Christian and Missionary Alliance, einer evangelikalen Missionsgesellschaft und Kirchenorganisation mit presbyterianischen Wurzeln, die der Heiligungsbewegung nahe steht.[28]
- Zacharias war der Mentor und Nennonkel von Nabeel Qureshi, einem bekannten Prediger, der vom Islam zum Christentum konvertiert war. Qureshi verstarb nach langer Krankheit im Alter von nur 34 Jahren im September 2017. Beim Trauergottesdienst hielt Zacharias die Ansprache.[29]
- Der republikanische ehemalige US-Vizepräsident Mike Pence twitterte nach Zacharias Tod, er sei sein Freund gewesen, und nannte ihn einen „Mann des Glaubens, der mit dem Wort der Wahrheit richtig umzugehen wusste“.[30]

## Publikationen
- Kann man ohne Gott leben? Brunnen Verlag, Gießen 2005, ISBN 3-7655-1358-X (Originaltitel: Can man live without God. Übersetzt von Angela Klein-Esselborn).
- Glaube wieder an Wunder. 1. Auflage. Free Spirit Verlag, Köln 2005, ISBN 3-9809836-1-7 (Originaltitel: Recapture the wonder. Übersetzt von Claus-Berndt Seidel).
- Wer schuf den Schöpfer? Antworten auf unbequeme Fragen über Gott und den christlichen Glauben. 1. Auflage. Gerth Medien, Asslar 2005, ISBN 3-89437-062-9 (Originaltitel: Who made god? Übersetzt von Georg Gäbel).
- Kreuz und Nirwana. Jesus im Gespräch mit Buddha. Hänssler, Holzgerlingen 2005, ISBN 978-3-7751-4236-6 (Originaltitel: The lotus and the cross. Übersetzt von Doris C. Leisering).
- Sehnsucht des Herzens. Gottes Nähe wieder spüren. Brunnen Verlag, Gießen 2003, ISBN 978-3-7655-1275-9 (Originaltitel: Cries of the heart. Übersetzt von Christian Rendel).
- Jesus, der einzig wahre Gott? Christlicher Glaube und andere Religionen. Brunnen Verlag, Gießen 2002, ISBN 3-7655-1249-4 (Originaltitel: Jesus among other gods. Übersetzt von Christian Rendel).